# Думбревіца (Ясси)
Думбревіца (рум. Dumbrăvița) — село у повіті Ясси в Румунії. Входить до складу комуни Руджиноаса.
Село розташоване на відстані 318 км на північ від Бухареста, 57 км на захід від Ясс.

## Населення
За даними перепису населення 2002 року у селі проживали 2486 осіб, з них 2483 особи (99,9%) румунів. Рідною мовою 2485 осіб (> 99,9%) назвали румунську.